# Labescau
Labescau är en kommun i departementet Gironde i regionen Nouvelle-Aquitaine i sydvästra Frankrike. Kommunen ligger i kantonen Grignols som tillhör arrondissementet Langon. År 2022 hade Labescau 134 invånare.

## Befolkningsutveckling
Antalet invånare i kommunen Labescau
Referens:INSEE